# Miami PanAm International 2012
Die Miami PanAm International 2012 im Badminton fanden vom 31. Oktober bis zum 3. November 2012 in Miami Lakes statt.

## Sieger und Platzierte
| Disziplin    | Gold                                    | Silber                                 | Bronze                             |
| ------------ | --------------------------------------- | -------------------------------------- | ---------------------------------- |
| Herreneinzel | Lim Fang Yang                           | Sattawat Pongnairat                    | Hock Lai Lee                       |
| Herreneinzel | Lim Fang Yang                           | Sattawat Pongnairat                    | Jan Fröhlich                       |
| Dameneinzel  | Jamie Subandhi                          | Perrine Lebuhanic                      | Nikte Sotomayor                    |
| Dameneinzel  | Jamie Subandhi                          | Perrine Lebuhanic                      | Berónica Vivieca                   |
| Herrendoppel | Laurent Constantin Florent Riancho      | William Cabrera Nelson Javier          | Humblers Heymard Anibal Marroquín  |
| Herrendoppel | Laurent Constantin Florent Riancho      | William Cabrera Nelson Javier          | Gareth Henry Mitchel Wongsodikromo |
| Damendoppel  | Perrine Lebuhanic Andréa Vanderstukken  | Crystal Leefmans Priscila Tjitrodipo   | Amanda Andern Karolina Kotte       |
| Damendoppel  | Perrine Lebuhanic Andréa Vanderstukken  | Crystal Leefmans Priscila Tjitrodipo   | Saribel Caceres Genesis Valentin   |
| Mixed        | Laurent Constantin Andréa Vanderstukken | Mitchel Wongsodikromo Crystal Leefmans | Nelson Javier Berónica Vivieca     |
| Mixed        | Laurent Constantin Andréa Vanderstukken | Mitchel Wongsodikromo Crystal Leefmans | Anibal Marroquín Nikte Sotomayor   |